# Marko Pavlišič
Marko Pavlišič, slovenski politik in poslovnež, * 31. julij 1972, Ljubljana

## Šolanje
Osnovno in srednjo šolo (naravoslovno-matematični program) je obiskoval v Črnomlju. Leta 1988 je tekmoval na 29. jugoslovanskem zveznem tekmovanju iz matematike. Leta 1996 je diplomiral na Fakulteti za računalništvo in informatiko Univerze v Ljubljani. 

## Podjetništvo
Delal je v podjetju B2. Med letoma 2007 in 2013 je imel podjetje Imedi.

## Politika
Marko Pavlišič, član Državljanske liste, je bil izvoljen v Državni zbor Republike Slovenije kot nadomestni poslanec, ker je zamenjal Gregorja Viranta, ki je bil izvoljen za ministra za notranje zadeve v 11. vladi Republike Slovenije. V tem mandatu je bil član naslednjih delovnih teles:
- Odbor za finance in monetarno politiko,
- Odbor za infrastrukturo in prostor,
- Komisija za nadzor javnih financ in
- Preiskovalna komisija Krpan[4]

Podpiral je legalizacijo marihuane. Leta 2014 je kandidiral za Evropski parlament kot tretji na Državljanski listi.